# 党城湾镇
党城湾镇，是中华人民共和国甘肃省酒泉市肃北蒙古族自治县下辖的一个乡镇级行政单位。

## 行政区划
党城湾镇下辖以下地区：
紫亭社区、巴音社区、城关村、东山村、党城村、城北村、青山道村、马场村、红柳峡村和浩布勒格村。